# Чупровське сільське поселення (Удорський район)
Чу́провське сільське поселення (рос. Чупровское сельское поселение) — муніципальне утворення у складі Удорського району Республіки Комі, Росія. Адміністративний центр — село Чупрово.

## Населення
Населення — 199 осіб (2017, 298 у 2010, 560 у 2002, 739 у 1989).

## Склад
До складу поселення входять такі населені пункти:
| Населений пункт      | Населення, осіб (1989) | Населення, осіб (2002) | Населення, осіб (2010) |
| -------------------- | ---------------------- | ---------------------- | ---------------------- |
| Верхозер'є, присілок | 7                      | -                      | -                      |
| Коптюга, присілок    | 106                    | 62                     | 29                     |
| Муфтюга, присілок    | 276                    | 189                    | 99                     |
| Чупрово, село        | 350                    | 309                    | 170                    |